# Alfredo Testoni
Alfredo Fernando Testoni Lauriti (Montevideo, 1 de junio de 1919 – 3 de octubre de 2003) fue un fotógrafo, grabador y editor uruguayo.

## Biografía
Comenzó su actividad profesional como fotógrafo en 1935, desarrollando la misma en varios diarios nacionales y como corresponsal de importantes revistas internacionales. Formó su propio taller y, desde 1940, se vinculó al ambiente artístico como fotógrafo del Taller Torres García. En 1954 comenzó sus experiencias con formas y texturas en fotos de muros y bajo relieves de Italia, España, los países escandinavos, Alemania, Medio Oriente, México y Bolivia.
En 1956 formó parte de la Comisión Amigos del Arte y, entre 1958 y 1962, formó parte del Grupo 8 junto con Óscar García Reino, Miguel Ángel Pareja, Raúl Pavlotzky, Lincoln Presno, Américo Sposito, Carlos Páez Vilaró y Julio Verdié, quienes sumaron fuerzas para incentivar el arte del momento en sus vertientes más experimentales. Desde entonces continuó su actividad alternando en la fotografía, el grabado, la pintura y en emprendimientos editoriales como editor y diseñador gráfico. Realizó exposiciones individuales y colectivas en diversos países.
También fue reportero gráfico en varios de los diarios más importantes de su país. En tal carácter, capturó el gol de Juan Alberto Schiaffino en la Copa Mundial de Fútbol de 1950 que le diera el campeonato a Uruguay. También pertenecen a Testoni las imágenes más conocidas del hundimiento del acorazado de bolsillo Admiral Graf Spee. Fotografió a Juan Domingo Perón en mangas de camisa y cabizbajo cuando partía hacia Asunción, luego de ser derrocado por la Revolución Libertadora.
Son conocidas sus fotografías del pintor Joaquín Torres García, sus discípulos y numerosos artistas uruguayos, así como la imagen de Luis Alberto de Herrera caminando con su sombrero en una mano (a partir de la cual se esculpiera posteriormente su monumento) y la serie dedicada a los muros de Berlín, Venecia, Teherán y Persépolis.
Su estudio fotográfico y editorial, Testoni Studios, ha sido continuado por sus hijos Héctor y Julio.

## Premios
Recibió múltiples premios:
- 3.er. Premio Bienal de Barcelona, España, 1955.
- 1.er. Premio Scandinavian Air System, Uruguay, 1959.
- 1.er. Premio Universidad de Barcelona, España, 1970.
- Obelisco de Cristal, Fotokina, Alemania, 1970.
- Premio Salón Nacional Uruguay, 1971/72.
- Premio Salón Municipal, Uruguay, 1972.
- 1.er. Premio Afiche Israel-Uruguay, 1972.
- 1.er. Premio, Afiche C.l.M.E., Uruguay, 1972.
- Premio Intendencia Municipal de Salto, Uruguay, 1978.
- 1.er. Premio Grabado Salón Nacional, Uruguay, 1978.
- Premio 1.er. Salón Nacional de San José, Uruguay, 1980.
- Mención Especial 2a Bienal Iberoamericana de Arte DOMECQ, México, 1980.
- 1.er. Premio Salón Nacional, Uruguay, 1980.
- 1.er. Premio Grabado Salón Nacional, Uruguay, 1981.
- 1.er. Premio Grabado Salón Nacional, Uruguay, 1982.
- International Print 94, Cracow, Polonia.
- Premio Figari del Banco Central del Uruguay a la trayectoria. Museo Nacional de Artes Visuales Montevideo, Uruguay, 1997.

## Museos donde figuran sus obras
- Museo de Arte Moderno de Nueva Zelanda
- Instituto de Cultura Hispánica, Madrid.
- Instituto de Artes Visuales de la O.E.A, Washington D. C.
- Museo Nacional de Artes Visuales, Uruguay.
- Museo Juan Manuel Blanes, Uruguay.
- Museo Municipal de Arte de Kyoto, Japón.
- Museo Departamental de San José, Uruguay.
- Museo Municipal de Salto, Uruguay.
- Banco Central del Uruguay.
- Museo de Arte Moderno de Buenos Aires.
- Museo de Arte de Córdoba, Argentina.
- Museo de Arte Contemporáneo de El País, Montevideo, Uruguay.
- Batuz Foundation Sachsen, Alemania.[2]